# Friedr. Gustav Theis Kaltwalzwerke
Friedr. Gustav Theis Kaltwalzwerke GmbH – były niemiecki producent produktów stalowych, działający poprzez swoje oddziały w Niemczech, Włoszech, Francji, Polsce, Stanach Zjednoczonych, Singapurze oraz Indiach, zatrudniający na całym świecie ponad 1600 pracowników.
Przedsiębiorstwo zostało założone w 1910 roku przez Friedricha Gustava Theisa i przez ponad 100 lat zarządzane było przez trzy pokolenia tej rodziny, między innymi przez wnuczkę założyciela, Violę Hallmann. Ostatnio przedsiębiorstwo było zarządzana przez holenderską fundację, aż do przejęcia Theis przez grupę Waelzholz z siedzibą w Hagen w Niemczech latem 2017 roku.

## Historia
- 1910: założenie przedsiębiorstwa, produkcja prętów (drutów płaskich) wykorzystywanych do konstrukcji elementów stroju kobiecego przez Friedricha Gustava Theisa
- 1975: przejęcie Stanley Corp., taśmy stalowe do opakowań.
- 1978: połączenie z zakładem Alte & Schröder GmbH
- 1986: rozpoczęcie działalności przez Theis Precision Steel, Bristol CT/USA dawna Wallace Barnes Grp.
- 1990: rozpoczęcie działalności przez Theis Ibérica S.A. dawna Alvarez Vazquez S.A.
- 1990: rozpoczęcie produkcji wysoko precyzyjnych taśm „Thenox” ze stali nierdzewnej
- 1996: montaż walcarki 20 walcowej o szerokości walcowania 650 mm
- 1997: montaż walcarki do walcowania na zimno taśm precyzyjnych w Bristolu / CT,USA
- 1998: przejęcie walcowni na zimno Gorcy La Roche (F) (utworzona 30.06.1924)
- 1998: przejęcie walcowni na zimno Laprade (F)
- 1999: przejęcie walcowni na zimno Paturle Aciers (F)
- 1999: przejęcie centrum serwisowego Kuhbier + Knörr
- 2001: otwarcie centrum serwisowego Theis-Italiana, Mediolan (I).
- 2002: otwarcie działalności Theis-Hutchison w Singapurze
- 2002: przejęcie centrum serwisowego Theis-Highley-Steel w Stourbridge (GB)
- 2006: rozpoczęcie działalności przez Theis Polska, Gliwice,
- 2006: rozpoczęcie działalności przez Theis Precision steel Suzhou, Chiny
- 2007: przejęcie Theis Precision Steel India, Navsari / Gujarat, Indie (Poprzednio: Cold rolling mill Sisodra of the Tata Group)[1]
- 2017: Przejęcie grupy Theis przez Waelzholz i integracja z grupą Waelzholz

## Produkty i usługi
- zimnowalcowane taśmy stalowe
- precyzyjne taśmy stalowe „Thenox”
- drut płaski i profile
- wykończenie powierzchni
- stalowe taśmy do pakowania[2]

## Theis Polska
Theis Polska Sp. z o.o. z siedzibą w Gliwicach rozpoczęła działalność w roku 2006. Firma specjalizowała się w wąskich i cienkich taśmach precyzyjnych ze stali nierdzewnej THENOX® P. Do końca Theis Polska należał do czołowych producentów na polskim rynku stali nierdzewnej. Charakterystyczne dla tej firmy były bardzo krótkie terminy dostaw i możliwość zakupu dowolnych ilości, bez wymaganych ilości minimalnych. Było to elementem strategii Theis Polska, która koncentrowała się przede wszystkim na odbiorcach, którzy mieli szczególne wymagania w zakresie zachowania ścisłych tolerancji i właściwości mechanicznych. Byli to przede wszystkim producenci sprężyn płaskich i technicznych elementów precyzyjnych dla branży elektrotechnicznej, elektronicznej, urządzeń medycznych, wyposażenia gastronomicznego, motoryzacji itp. Firma działała w trzech branżach: produkcja wyrobów ze stali szlachetnej, doradztwo techniczne i cięcie wzdłużne.

### Produkty Theis Polska
- taśmy precyzyjne, zimnowalcowane ze stali nierdzewnej (inox) z przeznaczeniem na elementy sprężyste
- taśmy precyzyjne, zimnowalcowane ze stali nierdzewnej (inox) ogólnego przeznaczenia
- taśmy precyzyjne, zimnowalcowane ze stali nierdzewnej (inox) do głębokiego tłoczenia
- taśmy precyzyjne, zimnowalcowane ze stali nierdzewnej (inox) żaroodporne
- usługi ciecia taśm z powierzonego materiału[5]